# Gurbetelli Ersöz
Gurbetelli Ersöz (Palu, Elazığ, 1965 - Kurdistán del Sur, 8 de octubre de 1997) fue una química, periodista y más tarde miembro del Partido de los Trabajadores de Kurdistán (PKK).

## Biografía
Gurbetelli nació el 11 de julio de 1965 en el pueblo de Akbulut (Ziver) en Palu, en la provincia de Elazığ y estudió la educación primaria en su pueblo natal. La secundaria la cursó en Adana entre 1976 y 1983. Entre 1983 y 1987 estudió química en la Universidad de Cukurova en Adana. Allí, trabajó como asistente de la universidad. Como química, llama a la catástrofe de Chernobyl de 1986 y al ataque químico en Halabja en 1988 dos eventos importantes que marcaron un punto de inflexión en su vida. A continuación, quería hacer un cambio y empezó a involucrarse políticamente. Lideró un grupo de estudiantes Kurdos entre 1983 a 1987. En 1987, el PKK estableció contacto con ella pero duró hasta el enero de 1990 que empezó a involucrarse activamente con el PKK. El mismo año, paso seis meses en la academia del PKK en el Líbano. En 1990, fue arrestada, procesada y sentenciada por apoyar al PKK. Permaneció en prisión durante dos años. Después de su liberación, se convirtió en editora en jefe del Özgür Gündem, un periódico que describía del lado kurdo del conflicto kurdo-turco. En abril de 1993 comenzó a trabajar en el periódico, pero su mandato duró poco, ya que fue detenida junto con otras 107 personas durante un registro en la sede del diario en Estambul el 10 de diciembre de 1993. Fue formalmente arrestada el 12 de enero de 1994. Durante el juicio, el fiscal exigió hasta 15 años de prisión. Gurbetelli y los demás periodistas procesados fueron apoyados por el Comité para la Protección de los Periodistas y escritores como Harold Pinter o Noam Chomsky . Finalmente fue sentenciada a 3 años y 9 meses de prisión y puesta en libertad en junio de 1994. Después de que no se le permitiera trabajar como periodista, se unió al PKK en 1995. Murió en combate el 8 de octubre de 1997.
En 1998 se abrió un caso en el Tribunal Europeo de Derechos Humanos (TEDH) en el que se la menciona junto con otros periodistas de Özgür Gündem. El tribunal decidió no considerarla como solicitante ante el tribunal, ya que murió en 1997.

## Legado
Gurbetelli Ersöz es vista como una periodista influyente y competente en la sociedad kurda. Dentro de los Premios de Periodismo Musa Anter y Free Press Martyrs de la Asociación de Periodistas Libres de Turquía, existe un Premio Gurbetelli en su memoria. A la ceremonia de premiación de 2016 asistieron varios políticos del Partido Democrático de los Pueblos (HDP). La Academia de Prensa del PKK también lleva su nombre. La artista visual Banu Cennetoğlu presentó una obra de arte sobre su diario en la Documenta 14 de Atenas. Su diario se publicó en Alemania en 1998 y se tituló I Engraved My Heart into the Mountains. En 2014 el libro también se publicó en Turquía, pero poco después las autoridades turcas lo prohibieron. En 2023 se publicó una traducción en francés.